# Wormeldange
Wormeldange (lb. Wuermer, Wuermeldeng, Wormer; niem. Wormeldingen) − miejscowość i gmina (gemeng / commune / Gemeinde) we wschodnim Luksemburgu, w kantonie Grevenmacher. Do 3 października 2015 gmina leżała w dystrykcie Grevenmacher. Siedziba administracyjna gminy znajduje się w miejscowości Wormeldange. Liczy 3171 mieszkańców (1 stycznia 2023). Graniczy z Niemcami.  

## Podział administracyjny
Do gminy należy dziewięć miejscowości, w tym sześć (Uertschaft) oraz trzy lieu-dit: 
1. Ahn (Ohn)
2. Cité Lehbusch (Cité Léibësch), lieu-dit
3. Deysermühle (Deisermillen / Deisermühle), lieu-dit
4. Dreiborn (Dräibuer)
5. Ehnen (Éinen)
6. Kapenacker (Kapenaker), lieu-dit
7. Machtum (Meechtem)
8. Wormeldange (Wuermer / Wormeldingen)
9. Wormeldange-Haut (Wuermer Bierg / Oberwormeldingen)